# Kurtis Marschall
Pour les articles homonymes, voir Marschall.
Kurtis Marschall (né le 25 avril 1997 à North Adelaide) est un athlète australien, spécialiste du saut à la perche.

## Carrière
Le 26 juin 2016, il franchit la barre de 5,70 m lors d'un meeting à Mannheim (Hoffmann), ce qui constitue le minima pour les Jeux olympiques de Rio. Il termine deuxième des Championnats du monde juniors 2016, battu par Deakin Volz à Bydgoszcz. À 19 ans, il participe à ses premiers Jeux olympiques et franchit 5,60 m, néanmoins insuffisant pour se qualifier pour la finale.
Le 10 juin 2017, il porte en Australie son record à 5,72 m puis le bat le 6 juillet à Lausanne avec 5,73 m. Le 6 août 2017, il se qualifie pour la finale des championnats du monde de Londres en réussissant 5,60 m au premier essai, et y termine 7e avec 5,65 m.
Le 14 janvier 2018, à Perth, il améliore son record personnel avec un saut à 5,78 m. Il réalise par ailleurs la meilleure performance par un Australien depuis Steven Hooker en 2010, et se qualifie à la fois pour les Championnats du monde en salle et les Jeux du Commonwealth. La semaine suivante, il réalise encore mieux en franchisant une barre à 5,80 m.
Le 4 mars, aux championnats du monde en salle de Birmingham, il échoue au pied du podium avec une marque de 5,80 m, nouveau record personnel. Il est devancé par les médaillés des mondiaux de Londres, Renaud Lavillenie (5,90 m), Sam Kendricks (5,85 m) et Piotr Lisek (5,85 m).
Le 12 avril, il remporte la médaille d'or des Jeux du Commonwealth de Gold Coast, devant son public, avec un saut à 5,65 m. Le 21 juillet, lors du meeting de Londres, il égale son record personnel avec 5,80 m. Le 29 août, dans la gare de Zurich, Kurtis Marschall termine 3e de la compétition et porte son record en salle à 5,86 m.
Le 2 février 2019, il porte son record personnel en plein air à 5,81 m. Le 24 février, à l'occasion du All Star Perche, il franchit en salle 5,87 m, soit un centimètre de mieux que l'an passé. Blessé, il n'effectue pas de saison estivale et manque les championnats du monde de Doha.
Lors de la saison estivale australienne 2020, avant la pandémie de Covid-19, il franchit 5,80 m. En 2021, Kurtis Marshall est très régulier au-delà des 5,70 m, avec pour meilleure performance 5,80 m à Perth et Cairns, lui permettant de se qualifier pour les Jeux olympiques de Tokyo. Pour ses deuxièmes Jeux, il se qualifie pour la finale grâce à une barre à 5,75 m, mais échoue à franchir la barre d'entrée lors de la finale, et termine dernier. En fin de saison, il améliore à Žagreb sa meilleure marque personnelle avec 5,82 m.
En mars 2022, il obtient la 7e place des Mondiaux en salle de Belgrade avec 5,75 m. Arrivé aux Mondiaux en plein air de Eugene avec une meilleure performance à 5,76 m établie en mars, il échoue à se qualifier pour la finale, ne réussissant que 5,50 m.
Le 6 août 2022, à Birmingham, l'Australien remporte son second titre consécutif aux Jeux du Commonwealth, avec 5,70 m. Il termine sa saison par plusieurs compétitions en Allemagne, et franchit notamment deux fois 5,81 m, à Leverkusen et Berlin.

### Médaille de bronze mondiale à Budapest (2023)
Kurtis Marshall lance sa saison 2023 en salle avec des performances à 5,83 m à Karlsruhe, puis 5,82 m à Uppsala et à Berlin. Il bat son record en salle le 25 février 2023 avec un saut à 5,91 m au All Star Perche, à Clermont-Ferrand.
Le 7 juillet, il améliore son record en plein air avec un saut à 5,95 m au meeting de Sotteville-lès-Rouen.
Lors de la finale des championnats du monde de Budapest en août, l'Australien égale son record en franchissant dès son premier essai la hauteur de 5,95 m. Au terme d'un concours très relevé, qui voit le recordman du monde Armand Duplantis réaliser 6,10 m et le Philippin Ernest Obiena passer 6,00 m, Marschall partage la médaille de bronze avec l'Américain Chris Nilsen, auteur lui aussi de 5,95 m.

## Palmarès
| Date | Compétition                    | Lieu       | Résultat | Marque |
| ---- | ------------------------------ | ---------- | -------- | ------ |
| 2016 | Championnats du monde juniors  | Bydgoszcz  | 2e       | 5,55 m |
| 2017 | Championnats du monde          | Londres    | 7e       | 5,65 m |
| 2018 | Championnats du monde en salle | Birmingham | 4e       | 5,80 m |
| 2018 | Jeux du Commonwealth           | Gold Coast | 1er      | 5,70 m |
| 2021 | Jeux olympiques                | Tokyo      | finale   | NM     |
| 2022 | Jeux du Commonwealth           | Birmingham | 1er      | 5,70 m |
| 2023 | Championnats du monde          | Budapest   | 3e       | 5,95 m |
| 2024 | Championnats du monde en salle | Glasgow    | 5e       | 5,75 m |
| 2024 | Jeux olympiques                | Paris      | 6e       | 5,85 m |

## Records
| Épreuve          | Épreuve   | Marque | Lieu                 | Date            |
| ---------------- | --------- | ------ | -------------------- | --------------- |
| Saut à la perche | Plein air | 5,95 m | Sotteville-lès-Rouen | 7 juillet 2023  |
| Saut à la perche | En salle  | 5,91 m | Clermont-Ferrand     | 25 février 2023 |